# Streptogramin
Streptogramini su klasa antibiotika.
Streptogramini su efektivni u tretmanu na vankomicin otpornih bakterija  (VRSA) i  (VRE). Ove dve vrste velikom brzinom stiču otpornost na višestruke lekove. Oni se dele u dve grupe: streptogramin A i streptogramin B.
Članovi ove grupe su:
- Kvinupristin/dalfopristin
- Pristinamicin
- Virginiamicin
- NXL 103, eksperimentalni streptogramin u kliničkim ispitivanjima za tretman infekcija respiratornog trakta.[2]